# Raphionacme brownii
Raphionacme brownii är en oleanderväxtart som beskrevs av S. Elliot. Raphionacme brownii ingår i släktet Raphionacme och familjen oleanderväxter. Inga underarter finns listade i Catalogue of Life.